# أونيداس بوديموس
أونيداس بوديموس (بالإسبانية: Unidas Podemos، تلفظ بالإسبانية: ‎/uˈniðas poˈðemos/‏) وعرف سابقا باسم أونيدوس بوديموس، (تلفظ بالإسبانية: ‎/uˈniðos poˈðemos/‏) وتعني حرفيا متحدون نستطيع، هو تحالف انتخابي يساري شكل من أحزاب بوديموس، اليسار المتحد، إيكو وأحزاب يسارية أخرى في مايو 2016، للتنافس في الأساس في الانتخابات العامة الإسبانية 2016. تم الإعلان رسميا عن التحالف في 6 مايو 2016 بعد أسابيع من المفاوضات.